# RBU-2500
RBU-2500 (russisch Реактивная бомбометная установка, Reaktiwnaja bombometnaja ustonowka) ist ein sowjetischer Wasserbombenwerfer. Das Waffensystem ähnelt entfernt dem britischen Hedgehog-Werfersystem aus dem Zweiten Weltkrieg.

## Beschreibung
Das System wurde 1957 entwickelt und war für den Einsatz auf größeren Schiffen bestimmt als das etwa zur selben Zeit entwickelte RBU-1200.
Beim RBU-2500 sind 16 Werferrohre in einem System angebracht, die manuell nachgeladen werden müssen.
Gesteuert wird das System von einem PUS-B-„Smertsch“-Feuerleitsystem. Dieser Name wurde inoffiziell für das gesamte Waffensystem bekannt, sodass die Nachfolgersysteme offiziell den Beinamen „Smertsch-2“ (RBU-6000) bzw. „Smertsch-3“ (RBU-1000) erhielten.

## Technische Daten

### Raketenwerfer
16 Werferrohre sind in zwei horizontalen Reihen in einem System angebracht. Das Gesamtgewicht des ungeladenen Werfers beträgt 3460 kg.

### RGB-25

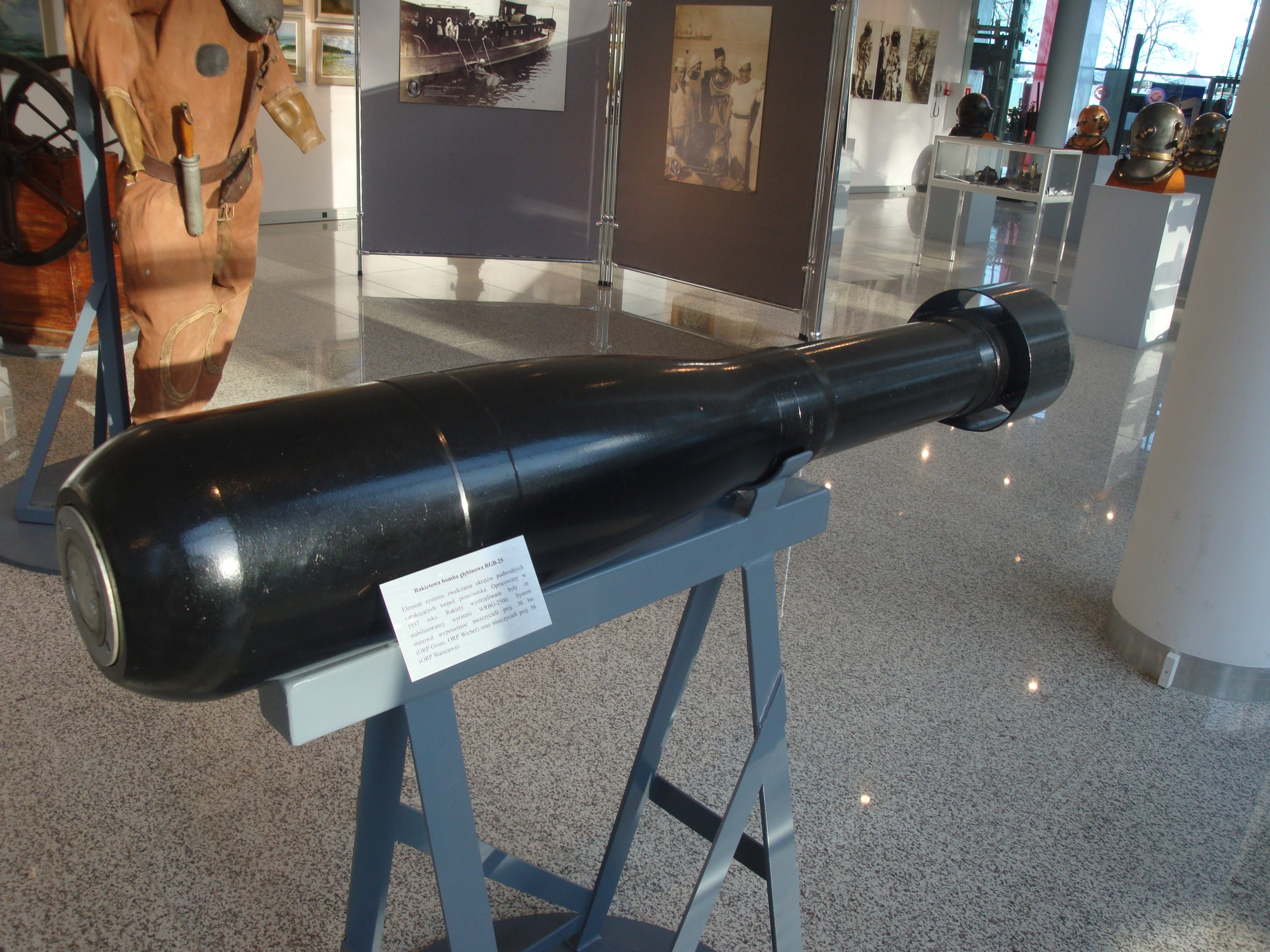
RGB-25

- Gewicht: 84 kg
- Gefechtskopf: 25 kg
- Durchmesser: 212 mm
- Länge: 1,35 m
- Reichweite: 500 m bis 2500 m
- Tiefe: bis 350 m
- Sinkgeschwindigkeit: 11 m/s

## Schiffe
Folgende Schiffsklassen sind bzw. waren mit dem RBU-2500-Werfersystem ausgestattet:
- 30bis Skoryy-Klasse
- 50 Riga-Klasse
- 56 Kotlin-Klasse
- 159 Petya-Klasse
- 887 Smolny-Klasse

## Andere sowjetische Wasserbombenwerfer
- RBU-1000
- RBU-1200
- RBU-6000
- RBU-12000